# Циклолейцин
Циклолейцин — непротеїногенна α-амінокислота, яка може розглядатися як циклічна похідна норлейцину. Від цього він відрізняється на молярну масу, меншу на два атоми водню. Визначальним структурним елементом є циклопентанове кільце. Крім того, α-атом вуглецю не є стереоцентром, тому циклолейцин не є хіральним.

## Характеристики

Цвітер-іон циклолейцину

Подібно до інших амінокислот, циклолейцин в основному присутній у вигляді цвітер-іона, утворення якого формально можна пояснити тим фактом, що протон карбоксильної групи мігрує до неподіленої пари електронів атома азоту аміногрупи.

## Синтез
Основний гідроліз гетероциклу циклопентаспіро-5'- гідантоїну з подальшою нейтралізацією соляною кислотою дає циклолейцин. Циклізація NCCH2CO2C2H5 1,4-дибромбутаном у присутності гідриду натрію дає етил-1-ізонітрилоциклопентанкарбоксилат. Кислотний гідроліз спиртовою соляною кислотою та нейтралізація спиртовим гідроксидом натрію призводить до циклолейцину. Альтернативні методи синтезу описані в іншій роботі.

## Застосування
Циклолейцин є неметаболізованою амінокислотою та специфічним і оборотним інгібітором ферментів, які метилюють нуклеїнові кислоти. Тому його можна використовувати в різноманітних біохімічних експериментах.